# 772 Tanete
A 772 Tanete (ideiglenes jelöléssel 1913 TR) a Naprendszer kisbolygóövében található aszteroida. A. Massinger fedezte fel 1913. december 19-én.